# تومیسلاو ایویچ
تومیسلاو ایویچ (به کروات: Tomislav Ivić) (زادهٔ ۳۰ ژوئن ۱۹۳۳ – درگذشتهٔ ۲۴ ژوئن ۲۰۱۱) بازیکن و مربی فوتبال اهل کرواسی بود. ایویچ نقش مهمی در توسعه سبک بازی مدرن در فوتبال داشت؛ اغلب از او به عنوان یک استراتژیست درخشان در فوتبال یاد می‌شود. در آوریل ۲۰۰۷، روزنامه لاگاتزتا دلو اسپورت او را به عنوان موفق‌ترین مربی تاریخ فوتبال معرفی کرد که این موضوع ناشی از هفت قهرمانی لیگ در پنج کشور متفاوت توسط ایویچ بود.
ایویچ که در سال ۱۹۳۳ در اسپلیت به‌دنیا آمد، همانند دیگر مربیان بزرگ تاریخ فوتبال، به‌عنوان بازیکن هیچ‌گاه یک ستاره نبود. حضور ایویچ در تیم اسپلیت در سن ۳۴ سالگی به نخستین تجربه مربیگری او ختم شد؛ تجربه‌ای که او را به باشگاه‌هایی در ۱۴ کشور جهان و همچنین ۴ تیم ملی کشاند. در تمام این سال‌ها، او از موفقیتی لذت می‌برد که در تاریخ فوتبال، یک پدیده به‌شمار می‌رود. او در واقع تنها مربی‌ای است که در ۶ کشور مختلف قهرمان شده‌است. این قهرمانی‌ها نشانگر توان ایویچ به‌عنوان یک استراتژیست است؛
اولین قهرمانی دوران زندگی حرفه‌ای ایویچ با باشگاه سابقش به‌دست آمد؛ هایدوک اسپلیت (در سال ۱۹۷۴). این قهرمانی راه ایویچ را برای مربیگری در کشورهای دیگر هموار کرد و البته که نخستین تجربه خارجی او یکی از بهترین‌ها بود. ایویچ در آژاکس جانشین رینوس میشل شد. او تیمی را به ارث برده بود که از روزهای درخشان فاصله داشت، اما با این حال توانست پس از آنکه آژاکس یک فصل را در رده سوم گذرانده بود، این تیم را قهرمان هلند کند. اما روش نتیجه‌گرایانه ایویچ با هواداران متعصب فوتبال شناور در هلند در تقابل بود و او مجبور شد به اسپلیت بازگردد. دوران حضور ایویچ در آژاکس از چند منظر قابل تأمل است. برکناری او از آژاکس نه‌تنها ایویچ را از مربیگری در تیم‌های خارجی دور نکرد که شروعی بود که موفقیت را در سراسر جهان تجربه کرد. حضور در آژاکس همچنین آغاز داستانی بود که ایویچ با مهارت آن را در کشورهای دیگر تجربه می‌کرد؛ موفقیت در باشگاه جدید در نخستین فصل مربیگری. اینکه موفقیت ایویچ در باشگاه‌های مختلف به موضوع انتخاب‌های ایویچ مربوط است یا مهارت‌های او برای تهییج بازیکنان، یک موضوع است اما چیزی که نمی‌توان از آن گذشت روش‌های تمرینی فشرده او بود که در کوتاه‌مدت تأثیر بسیار زیادی در تیم‌های این مربی کروات می‌گذاشت. روش‌های تمرینی او اما واقعاً کارساز بودند. ایویچ در بازگشت به یوگسلاوی بلافاصله با هایدوک اسپلیت به قهرمانی رسید و بعد از آن قهرمانی را در نخستین فصل حضورش در بلژیک در سال ۱۹۸۱ با اندرلشت تجربه کرد. بعد از بلژیک او یک فصل در گالاتاسرای مربیگری کرد و بعد به ایتالیا و اوه‌لینو رفت. درحالی که انتظار می‌رفت ایویچ حضور در ایتالیا را با یک تیم بهتر و امید به قهرمانی در سری A تجربه کند، او تور دور اروپایی‌اش را گسترده‌تر کرد و با پاناتینایکو و پورتو قهرمانی در یونان و پرتغال را نیز تجربه کرد. ایویچ همچنین در فصل ۱۹۸۸–۱۹۸۷ با پورتو سوپر جام اروپا و جام حذفی پرتغال را هم فتح کرد. او بعدها یک بار دیگر به پورتو بازگشت اما این بار جایش را به بابی رابسون و دستیار جوانش ژوزه مورینیو داد. ایویچ در دهه ۹۰ جام حذفی اسپانیا را با آتلتیکو مادرید برد و مارسی را به قهرمانی در لیگ فرانسه رساند. در این دهه او همچنین مربیگری در تیم‌های ملی را هم تجربه کرد. او که پیش‌تر در تیم ملی یوگسلاوی مربیگری کرده بود، مدت کوتاهی مربیگری در تیم ملی کرواسی را تجربه کرد و بعد به سرمربیگری در امارات متحده عربی رسید. سال‌ها حضور در کشورهای مختلف و باشگاه‌های متفاوت بالاخره در باشگاه استاندارد لیژ بلژیک به پایان رسید؛ ابتدا به‌عنوان مربی و پس از آن به‌عنوان رئیس آکادمی باشگاه. تومیسلاو ایویچ در سال‌های مربیگری‌اش توانست ۱۶ جام‌قهرمانی را به دست آورد.

## حضور در تیم ملی ایران
ایویچ بعد از صعود ایران به جام جهانی پس از عبور از استرالیا، جانشین والدیر ویرا در تیم ملی ایران شد. او در دی ماه ۱۳۷۶ به ایران آمد و تا آستانهٔ جام جهانی ۱۹۹۸ سرمربی تیم ملی ایران بود؛ اما شکست سنگین و جنجالی ۱–۷ در مقابل آ.اس. رم باعث برکناری او از تیم ملی شد و جلال طالبی جایگزین او شد.

## افتخارات

### مربی
هایدوک اسپلیت (جوانان)
- جام جوانان یوگسلاوی: ۱۹۷۰، ۱۹۷۱، ۱۹۷۲

هایدوک اسپلیت
- لیگ برتر یوگسلاوی: ۷۴–۱۹۷۳، ۷۵–۱۹۷۴، ۷۹–۱۹۷۸
- جام حذفی یوگسلاوی: ۷۲–۱۹۷۱، ۱۹۷۳، ۱۹۷۴، ۷۶–۱۹۷۵

آژاکس
- لیگ برتر هلند: ۷۷–۱۹۷۶

اندرلشت
- لیگ برتر بلژیک: ۸۱–۱۹۸۰
- پورتو
- لیگ برتر پرتغال: ۸۸–۱۹۸۷
- جام حذفی پرتغال: ۱۹۸۸
- سوپرجام اروپا: ۱۹۸۷
- جام بین قاره‌ای: ۱۹۸۷

اتلتیکو مادرید
- کوپا دل ری: ۹۱–۱۹۹۰

مارسی
- لیگ ۱: ۹۲–۱۹۹۱

الاتحاد
- جام ولی‌عهد عربستان: ۲۰۰۴
- امارات متحده عربی
- جام ملت‌های آسیا: ۱۹۹۶ ( نایب قهرمانی )

### جوایز فردی
- نشان طلایی هایدوک اسپلیت: ۱۹۷۵
- نشان و منشور طلایی شهر پاریس، اهدا شده توسط ژاک شیراک: ۱۹۹۰
- جایزه ویژه کمیته المپیک کرواسی: ۲۰۰۳
- موفق‌ترین مربی تاریخ فوتبال به انتخاب لاگاتزتا دلو اسپورت: ۲۰۰۷[۴]
- تالار مشاهیر اسپلیت: ۲۰۰۹
- مربی سال فوتبال کرواسی: ۲۰۱۱ (پس از مرگ)
- سی و ششمین مربی برتر تاریخ به انتخاب ورلد ساکر: ۲۰۱۳[۵]
- چهل و دومین مربی برتر تاریخ به انتخاب فرانس فوتبال: ۲۰۱۹[۶]

## درگذشت
تومیسلاو ایویچ، سرمربی سابق تیم ملی فوتبال ایران، و از برجسته‌ترین مربیان فوتبال جهان در سن ۷۷ سالگی به دلیل عارضه قلبی درگذشت.